# Asror Aliqulov
Asror Aliqulov (Muborak, RSS de Uzbekistán; 12 de septiembre de 1978) es un exfutbolista y entrenador de fútbol de Uzbekistán que jugaba en la posición de defensa.

## Carrera

### Club
| Periodo   | Club                          | Apariciones | Goles |
| --------- | ----------------------------- | ----------- | ----- |
| 1995–1996 | FK Mash'al Mubarek            | 35          | 0     |
| 1997–2002 | Nasaf Qarshi                  | 160         | 5     |
| 2000      | → Pakhtakor Tashkent (cedido) | 4           | 0     |
| 2003–2009 | Pakhtakor Tashkent            | 147         | 1     |
| 2010      | Shurtan Guzar                 | 21          | 1     |
| 2010      | Nasaf Qarshi                  | 5           | 0     |
| 2011–2013 | Shurtan Guzar                 | 58          | 1     |
| 2014      | FK Dinamo Samarqand           | 21          | 0     |
| 2015–2016 | Shurtan Guzar                 | 19          | 0     |

### Selección nacional
Jugó para Uzbekistán en 61 ocasiones de 1999 a 2008, participó en dos ediciones de la Copa Asiática y en dos ediciones de los Juegos Asiáticos.

### Entrenador
| Periodo   | Club               |
| --------- | ------------------ |
| 2017-2018 | Shurtan Guzar      |
| 2018-2019 | FK Mash'al Mubarek |
| 2020-2023 | Shurtan Guzar      |

## Logros

### Club
- Uzbek League (5): 2003, 2004, 2005, 2006, 2007
- Uzbek Cup (5): 2003, 2004, 2005, 2006, 2007
- CIS Cup: 2007

### Selección nacional
- Torneo Merdeka (1): 2001